# ユキ・ツボタ
ユキ・ツボタ（Yuki Tsubota、1994年2月3日 - ）は、カナダの女子フリースタイルスキー選手。

## 経歴
2014年のソチ冬季オリンピックで、スロープスタイル (Slopestyle) 競技に出場した。決勝の滑走の際、2回目のジャンプで着地に失敗して転倒し、自力で立てず担架で運ばれる事態となり、顎に負傷した。この競技では2回の滑走のうち高い方の得点で順位を競うため、ツボタは2回目の滑走が無効となったものの、1回目の滑走の得点によって6位入賞を果たした。
ツボタは日系カナダ人であり、母親は日本人である。10歳のときから始めたフリースタイル・スキーで、各種の競技会で上位入賞を果たし、ソチ冬季オリンピック代表に選出された。
2015/16シーズンはマンモスマウンテンのワールドカップで優勝。